# Dorotka i Czarnoksiężnik z krainy Oz
Dorotka i Czarnoksiężnik z krainy Oz (ang. Dorothy and the Wizard of Oz, od 2017) – amerykański serial animowany wyprodukowany przez wytwórnie Turner Entertainment i Warner Bros. Animation, bazowany na podstawie książki L. Franka Bauma oraz na filmie z 1939 roku Czarnoksiężnik z Oz.
Premiera serialu odbyła się w Stanach Zjednoczonych 29 czerwca 2017 na stronie internetowej amerykańskiego Boomeranga w serwisie sVOD. W Polsce premiera serialu odbyła się 16 października 2017 na antenie polskiego Boomeranga.

## Fabuła
Serial opisuje perypetie małej dziewczynki Dorotki Gale, która po pokonaniu Złej Czarownicy z Zachodu zostaje mianowana przez królową Ozmę na księżniczkę Szmaragdowego Miasta w krainie Oz. Dorotka jako nowa władczyni musi wykonywać swoje obowiązki z odwagą, które staną się bardzo przydatne w zarządzaniu królestwem. Każdego dnia księżniczka Dorotka wraz z przyjaciółmi muszą bronić mieszkańców przed niebezpieczeństwem.

## Obsada
- Kari Wahlgren –
  - Dorotka Gale,
  - królowa Ozma
- Jess Harnell –
  - Lew,
  - Lyman
- J.P. Karliak – Drwal Blaszek
- Bill Fagerbakke – Straszek
- Jessica DiCicco – Wilhelmina
- Steven Blum – Frank

## Wersja polska
Wersja polska: Studio Sonica

Reżyseria: Jerzy Dominik

Dialogi: 
- Jerzy Zalewski
- Bartek Fukiet (odc. 14, 15, 18, 19, 20)

Dźwięk i montaż: Maciej Sapiński

Kierownictwo produkcji: Dorota Furtak-Masica

Wystąpili:
- Aleksandra Kowalicka – Dorotka (odc. 1-10)
- Marta Czarkowska  – Dorotka (odc. 11-33)
- Jakub Szydłowski – Drwal Blaszek
- Zuzanna Galia – Królowa Ozma
- Bartosz Martyna – Straszek
- Mariusz Czajka – Lew
- Joanna Pach – Wilhelmina

W pozostałych rolach:
- Jacek Król – latająca małpa Franek
- Krzysztof Szczerbiński – latająca małpa Bananek
- Anna Ułas – Zła Czarownica z Zachodu
- Waldemar Barwiński – pan burmistrz

i inni
Lektor: 
- Jerzy Dominik (tytuł serialu i tytuły odcinków)
- Piotr Makowski (tyłówka)

## Spis odcinków

### Seria 1 (2017–2018)
| Nr | Tytuł                                          | Tytuł polski                               | Premiera                                  | Premiera w Polsce                                 |
| -- | ---------------------------------------------- | ------------------------------------------ | ----------------------------------------- | ------------------------------------------------- |
| 1  | Beware the Woozy / Magical Mandolin            | Uwaga, zły Woozy / Magiczna mandolina      | 29 czerwca 2017                           | 23 października 2017 (A) 16 października 2017 (B) |
| 2  | Toto Unleashed / Official Ozian Exam           | Pojmanie Toto / Oficjalny egzamin ozjański | 29 czerwca 2017                           | 16 października 2017 (A) 17 października 2017 (B) |
| 3  | Locket Locket in My Pocket / Mixed-Up Mixer    | Medaliony przemiany / Pomieszany mikser    | 29 czerwca 2017                           | 18 października 2017 (A) 19 października 2017 (B) |
| 4  | Ojo the Unlucky / The Lion's Share             | Pechowy Ojek / Lwia część                  | 29 czerwca 2017                           | 20 października 2017 (A) 24 października 2017 (B) |
| 5  | Rules of Attraction / Brain Power of Love      | Magnes miłości / Logika miłości            | 29 czerwca 2017                           | 10 listopada 2017 (A) 8 listopada 2017 (B)        |
| 6  | Jinxed / Rise of the Nome King                 | Zaklęte / Wielkie kłopoty Króla Gnomów     | 29 czerwca 2017                           | 15 listopada 2017 (A) 1 listopada 2017 (B)        |
| 7  | One-Winged Wally / Wand-erful                  | Oli – jedno skrzydełko / Kłopoty z różdżką | 29 czerwca 2017 (A) 6 września 2017 (B)   | 2 listopada 2017 (A) 3 listopada 2017 (B)         |
| 8  | No Sleep Sleepover / Lion Catches a Bug        | Piżama party / Lew łapie bakcyla           | 6 września 2017                           | 6 listopada 2017 (A) 7 listopada 2017 (B)         |
| 9  | Tik Tok and Tin Man / If I Only Had Some Brawn | Tik Tak, Blaszka brat / Siła umysłu        | 21 grudnia 2017                           | 26 października 2017 (A) 27 października 2017 (B) |
| 10 | The Beast Royales / Time After Time            | Leśny Skład / Raz za razem                 | 21 grudnia 2017                           | 25 października 2017 (A) 9 listopada 2017 (B)     |
| 11 | Kitten Around / Castle Sitters                 | Kociak / Strażnicy zamku                   | 21 grudnia 2017                           | 16 kwietnia 2018 (A) 17 kwietnia 2018 (B)         |
| 12 | Stuck on You / Family Matters                  | Sklejone przyjaciółki / Sprawy rodzinne    | 21 grudnia 2017                           | 18 kwietnia 2018 (A) 19 kwietnia 2018 (B)         |
| 13 | The Emerald of Zog / Cooking Up Some Magic     | Królewski szmaragd / Magiczne wypieki      | 21 grudnia 2017                           | 20 kwietnia 2018 (A) 21 kwietnia 2018 (B)         |
| 14 | Copy Cat / Snow Place Like Home                | Kopiuj-kotek / Śnieżno jak w domu          | 21 grudnia 2017 (A) 30 listopada 2017 (B) | 22 kwietnia 2018 (A) 23 kwietnia 2018 (B)         |
| 15 | Mirror Madness / Everything Coming Up Poppies  | Lustrzane odbicie / Śpiochomaki            | 21 grudnia 2017                           | 24 kwietnia 2018 (A) 25 kwietnia 2018 (B)         |
| 16 | Cut Above the Rest / Abraca-oops!              | Kamienie chaosu / Abraka-ojej              | nieemitowany                              | 26 kwietnia 2018 (A) 27 kwietnia 2018 (B)         |
| 17 | Halloween Heist / Haunt Me Not                 | Halloweenowy numer / Nawiedzony dom        | 2 października 2017                       | 28 kwietnia 2018 (A) 29 kwietnia 2018 (B)         |
| 18 | Wheelers of Fortune / Sister Sister            | Koło fortuny / Jak dwie krople wody        | nieemitowany                              | 30 kwietnia 2018 (A) 1 maja 2018 (B)              |
| 19 | Moody Magic / If the Shoe Fits                 | Magia nastrojów / Bucik na miarę           | nieemitowany                              | 2 maja 2018 (A) 3 maja 2018 (B)                   |
| 20 | Get Smart / Mission Imp-possible               | Bądź tu mądry / Mamy cię                   | nieemitowany                              | 4 maja 2018 (A) 5 maja 2018 (B)                   |

### Seria 2 (2018-2019)
| Nr | Tytuł                                                         | Tytuł polski                                               | Premiera                                      | Premiera w Polsce                                 |
| -- | ------------------------------------------------------------- | ---------------------------------------------------------- | --------------------------------------------- | ------------------------------------------------- |
| 21 | The Wizard Returns / The Wizard Pays a Visit                  | Powrót Czarnoksiężnika / Odwiedziny Czarnoksiężnika        | 24 maja 2018                                  | 8 października 2018                               |
| 22 | Escape from the Crystal Ball / The Return of the Wicked Witch | Ucieczka z kryształowej kuli / Zła Czarownica powraca      | 24 maja 2018                                  | 9 października 2018                               |
| 23 | Three Friends and a Magic Crystal / Toto Transformed          | Trzech przyjaciół i magiczny kryształ / Przemiana Toto     | 24 października 2018 (A) 29 listopada 2018(B) | 10 października 2018 (A) 11 października 2018 (B) |
| 24 | Scarecrow Knows Best / General Jinjur                         | Wszystkowiedzący Straszek / Generał Jinjur                 | 29 listopada 2018                             | 12 października 2018 (A) 13 października 2018 (B) |
| 25 | Where-Helmina’s My Broom?! / Yellow Brick Road Race           | Zaginiona miotła Wilhelminy / Wyścig o żółtą ceglaną drogę | 29 listopada 2018                             | 14 października 2018 (A) 15 października 2018 (B) |
| 26 | Don't Follow the Yellow Brick Road / The Tallest Manchkin     | Nie idź żółtą ceglaną drogą / Munchkin gigant              | 29 listopada 2018                             | 16 października 2018 (A) 17 października 2018 (B) |
| 27 | Scarecrow Goes to College / Welcome to Oz, Mitch!             | Straszek na uniwersytecie / Witaj w Oz, Mitch!             | 29 listopada 2018                             | 18 października 2018 (A) 19 października 2018 (B) |
| 28 | Wheeling Tin Man / Home Away from Home                        | Blaszany rolkarz / Dom z dala od domu                      | 29 listopada 2018                             | 20 października 2018 (A) 21 października 2018 (B) |
| 29 | The Vault Heist / Witch’s One the Boss                        | Napad na skarbiec / Kto tu rządzi?                         | 29 listopada 2018                             | 22 października 2018 (A) 23 października 2018 (B) |
| 30 | Wingmen No More / Hammer Time                                 | Nowi pomocnicy / Głowomłoty w muzeum                       | 29 listopada 2018                             | 24 października 2018 (A) 25 października 2018 (B) |
| 31 | Just Kidding / Sisterhood of the Witch                        | Królewski błazen / Stowarzyszenie Czarownic                | 29 listopada 2018                             | 26 października 2018 (A) 27 października 2018 (B) |
| 32 | The Old Classic / Too Predictable                             | Stary numer / Nudna przewidywalność                        | 6 grudnia 2019                                | 28 października 2018 (A) 29 października 2018 (B) |
| 33 | Oztember Surprise / Sir Hokus of Pokes                        | Oz-tiwal / Sir Hokus z Pokusów                             | 6 grudnia 2018                                | 30 października 2018 (A) 31 października 2018 (B) |
| 34 | The Nice Witch / Scoodlers                                    | Szczęśliwa czarownica / Scoodlersi                         | 29 marca 2019                                 | 9 marca 2019                                      |
| 35 | Emerald Thumb / The Witch Hunter                              | Ręka do roślin / Łowca czarownic                           | 29 marca 2019                                 | 9 marca 2019 (A) 24 marca 2019 (B)                |
| 36 | The Tin Giant / Dorothy’s Detective Agency                    | Blaszany olbrzym / Biuro detektywistyczne Dorotki          | 29 marca 2019                                 | 10 marca 2019                                     |
| 37 | Kingdom of Dreams / Ozmosis                                   | Królestwo snów / Ozmoza                                    | 29 marca 2019                                 | 10 marca 2019                                     |
| 38 | Lion and the Crown / Munchkin School                          | Lew i korona / Munchkińska szkoła                          | 29 marca 2019                                 | 14 marca 2019                                     |
| 39 | Welcome to the Bungle / The Mouse that Roared                 | Jak mysz z kotem / Królowa myszy                           | 29 marca 2019                                 | 15 marca 2019                                     |
| 40 | Special Delivery / Broomstormers!                             | Przesyłka specjalna / Wyścigi na miotłach                  | 29 marca 2019                                 | 16 marca 2019                                     |
| 41 | Prisoner Under the Rainbow / The Lost Appetite                | Więzienie pod tęczą / Utracony apetyt                      | 29 marca 2019                                 | 17 marca 2019                                     |
| 42 | Chasing Rainbows / The Wicked Wand                            | W pogoni za tęczą / Zła różdżka                            | 29 marca 2019                                 | 23 marca 2019                                     |
| 43 | Ojo’s Treasure Hunt / Return of Pumpkinhead                   | Ojek na tropie skarbu / Dyniogłowy                         | 29 marca 2019                                 | 23 marca 2019                                     |
| 44 | Doozy Of a Woozy / The Wizard Gets Witched                    | Fałszywy Woozy / Eliksir miłości                           | 29 marca 2019                                 | 9 marca 2019 (A) 24 marca 2019 (B)                |
| 45 | Toto a Go! Go! / Captain Bill in Going Nowhere Fast           | Toto na tropie / Kapitan Bill                              | 29 marca 2019                                 | 30 marca 2019                                     |

### Odcinek specjalny (2018)
| Nr | Tytuł                     | Tytuł polski  | Premiera          | Premiera w Polsce |
| -- | ------------------------- | ------------- | ----------------- | ----------------- |
| S1 | Dorothy’s Christmas in Oz | Gwiazdka w Oz | 29 listopada 2018 | 24 marca 2019     |

### Seria 3 (od 2020)
| Nr | Tytuł                                          | Tytuł polski                              | Premiera     | Premiera w Polsce |
| -- | ---------------------------------------------- | ----------------------------------------- | ------------ | ----------------- |
| 46 | The Return Of The Sliver Slippers (Part 1 & 2) | Powrót srebrnych trzewiczków, cz. 1 i 2   | nieemitowany | 11 stycznia 2020  |
| 47 | The Return Of The Sliver Slippers (Part 3 & 4) | Powrót srebrnych trzewiczków, cz. 3 i 4   | nieemitowany | 11 stycznia 2020  |
| 48 | Monkey Business (Part 1 & 2)                   | Wyspa latających małp, cz. 1 i 2          | nieemitowany | 12 stycznia 2020  |
| 49 | The New Beast of the East / Beast in Show      | Nowa czarownica w Oz / Zwierzaki na medal | nieemitowany | 12 stycznia 2020  |